# Ad plurimas easque gravissimas
Ad plurimas easque gravissimas (o simplemente Ad plurimas) es una encíclica del Papa León XII publicada el 25 de enero de 1825. Esta encíclica se enmarca en la actividad restauradora de la Basílica de San Pablo Extramuros (del italiano: Basilica di San Paolo Fuori le Mura) iniciada por este pontífice, y que prosiguió luego con Pío VIII, Gregorio XVI y Pío IX.
En particular, esta construcción sufrió un incendio entre el 15 y 16 de julio de 1823 durante el pontificado de Pío VII, siendo León XII quien inició las tareas de reconstrucción, invitando a través de esta encíclica a obispos, arzobispos, mandatarios y patriarcas de la cristianidad a colectar "almas" con el fin de lograr este cometido.